# 김경덕
김경덕(1995년 1월 27일 ~ )은 대한민국의 전직 스타크래프트 II, 현직 히어로즈 오브 더 스톰 프로게이머이다. 아이디는 duckdeok. 주 종족은 프로토스이다. 스타크래프트 II 초장기 시절에는 즐겨찢기라는 아이디로 유명했으며 이후 finale이라는 아이디를 사용하기도 했다. MVP 소속으로 활동했다.
8월 12일 독일 쾰른 ESL TV 스튜디오에서 열린 2013 WCS 유럽 시즌2 프리미어리그 결승전에 출전한 김경덕은 장민철과 풀세트까지 가는 팽팽한 접전 끝에 4:3의 점수로 우승을 차지했다.
2013년 12월 12일 학업이유로 은퇴했다.
2015년 현재 히어로즈 오브 더 스톰 프로게이머로 활동 중이다.

## 주요 기록
프리미어 개인리그 우승 1회
- 2010 소니 에릭슨 스타크래프트 II OPEN Season 2 64강
- 2011 LG 시네마 3D, 인텔코리아 글로벌 스타크래프트 II 리그 May Code A 32강
- 2012 핫식스 2012 글로벌 스타크래프트 II 리그 시즌 4 Code A 32강
- 2012 핫식스 2012 글로벌 스타크래프트 II 리그 시즌 5 Code S 32강
- 2013 핫식스 2013 글로벌 스타크래프트 II 리그 시즌 1 Code A 48강
- 2013 WCS 유럽 시즌 1 챌린저리그 40강
- 2013 WCS 유럽 시즌 2 프리미어리그 우승 (VS 4:3 장민철) (2013 WCS 시즌 2 파이널 진출)
- 2013 WCS 시즌 2 파이널 16강
- 2013 WCS 유럽 시즌 3 프리미어리그 5위 (2013 WCS 시즌 3 파이널 진출)
- 2013 WCS 시즌 3 파이널 16강
- 2013 WCS 글로벌 파이널 8강